# Джек Портленд
Джон Фредерік Портленд (англ. John Frederick "Jack" Portland, 30 липня 1912, Колінгвуд — 22 серпня 1996, Броквіл) — канадський хокеїст, що грав на позиції захисника.
Володар Кубка Стенлі.
Також брав участь у літній Олімпіаді в 1932 році в Лос-Анджелесі у стрибках у висоту й потрійному стрибку.

## Ігрова кар'єра
Професійну хокейну кар'єру розпочав 1933 року.
Протягом професійної клубної ігрової кар'єри, що тривала 11 років, захищав кольори команд «Монреаль Канадієнс», «Бостон Брюїнс» та «Чикаго Блекгокс».
Усього провів 381 матч у НХЛ, включаючи 33 матчі плей-оф Кубка Стенлі.